# Objectief (fotografie)
Een fotografisch objectief is het onderdeel van een fotocamera, dat dient om een object op de film of de beeldsensor af te beelden. Het objectief wordt op het te fotograferen object gericht.
Het objectief kan uit één lens bestaan (zoals bij de ouderwetse boxcamera's), maar omvat meestal meerdere lenzen. Samen corrigeren deze de afbeeldingsfouten die enkelvoudige lenzen hebben.
Een objectief heeft een bepaalde (in geval van een zoomobjectief instelbare) brandpuntsafstand. Voor meer informatie over beeldvorming en brandpuntsafstand, zie het artikel Lens (optica).

## Soorten

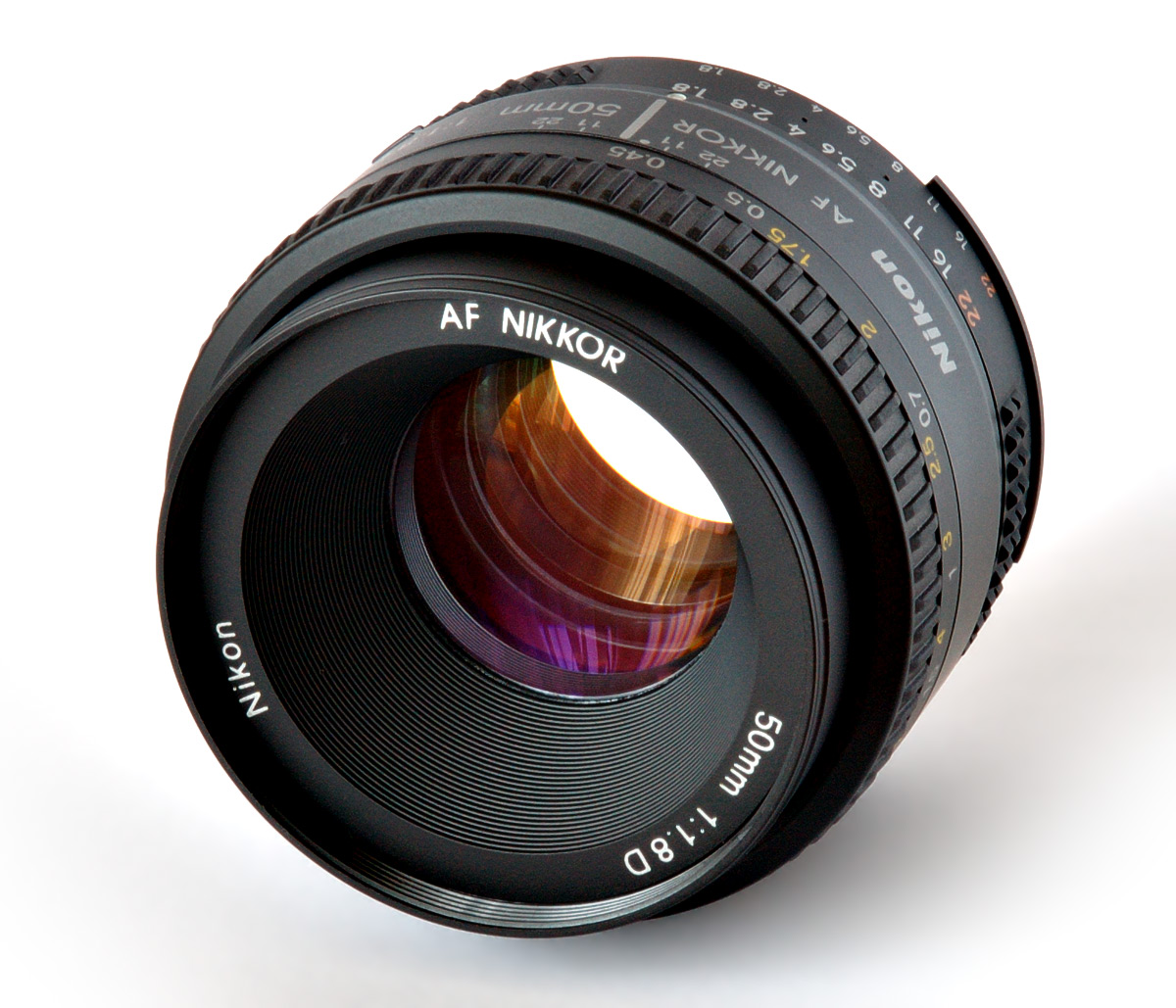
Nikon AF 50mm/1.8D-objectief met volledig geopend diafragma

Van alle onderdelen van een camera is het objectief, samen met de gevoelige plaat (zoals film of beeldsensor), het meest bepalend voor de kwaliteit van de foto.
Afhankelijk van de toepassing kunnen aan een objectief bijzondere eisen worden gesteld.
Er zijn veel soorten objectieven. Een hoofdindeling kan gemaakt worden in:
- objectieven met vaste brandpuntsafstand:
  - fisheye-objectief
  - groothoekobjectief
  - macro-objectief
  - standaardobjectief
  - teleobjectief
- objectieven met variabele brandpuntsafstand:
  - zoomobjectief; in de praktijk vaak 'zoomlens' genoemd.

### Brandpuntsafstand
De brandpuntsafstand bepaalt in combinatie met het opnameformaat de beeldhoek: Hoe korter de brandpuntsafstand, hoe groter de beeldhoek.
In de fotografie wordt als standaardbrandpuntafstand gewoonlijk beschouwd een brandpuntafstand ongeveer gelijk aan de beeldiagonaal van de gevoelige plaat. Bij een beelddiagonaal d en een brandpuntafstand f is de beeldhoek over de diagonaal dan 2 x arctan (d / 2f), hetgeen voor d ≈ f leidt tot een beeldhoek van 2 x arctan (½) ≈ 53°. Dat geeft een perspectief dat ongeveer overeenkomt met dat van het menselijk oog.
Bij eenvoudige meetzoekercamera's wordt de brandpuntafstand meestal iets kleiner – en daarmee de beeldhoek iets groter – gekozen, als compensatie voor de parallaxfout. Camera's waarbij het zoekerbeeld door de opnamelens wordt gevormd en dus parallaxvrij is (zoals spiegelreflexcamera's en veel digitale camera's met lcd-zoeker) hebben meestal een brandpuntafstand die iets groter is dan de beelddiagonaal.
Kleinbeeldcamera's hebben een beeldformaat van 24 x 36 mm. De diagonaal daarvan is ca. 43 mm. Kleinbeeld-spiegelreflexcamera's hebben daarom meestal een brandpundafstand van 50 à 55 mm, en kleinbeeld-meetzoekercamera's meestal 40 à 45 mm.
Digitale camera's zijn, in tegenstelling tot kleinbeeldcamera's, niet gebonden aan een vast beeldformaat. De brandpuntafstand zonder meer zegt dus niet zoveel als men de afmetingen van de opnamesensor niet weet. Commercieel worden de brandpuntafstanden hier vaak opgegeven na omrekening naar het kleinbeeldformaat. De werkelijke brandpuntafstand is dan de opgegeven "commerciële" waarde, vermenigvuldigd met de verhouding sensordiagonaal / kleinbeelddiagonaal. Deze verhouding wordt wel de crop-factor genoemd.
Wordt een portret met een standaardobjectief beeldvullend opgenomen, dan geeft dat gewoonlijk perspectivische vertekening, waardoor bijvoorbeeld in een portretfoto de neus veel te groot wordt. Dat komt doordat de opnameafstand te klein is. Voor een goed perspectief (dat wil zeggen een perspectief dat goed overeenkomt met de "ervaring"), moet de opnameafstand vergelijkbaar zijn met de afstand waarop men een persoon meestal ziet, dus bijvoorbeeld ca. 1,5 m. De neus en de oren worden dan ongeveer op dezelfde schaal gezien. Hoe kleiner de opnameafstand, des te groter het schaalverschil tussen neus en oren, hetgeen tot een onnatuurlijk perspectief leidt. Als het perspectief naar wens is, kan men vervolgens de brandpuntafstand zo kiezen dat de opname beeldvullend wordt. Daarvoor is een brandpuntafstand nodig van ca. 100 mm (kleinbeeldequivalent). (Als de resolutie van de film of de opnamesensor voldoende groot is, kan men natuurlijk ook een standaardobjectief gebruiken op een opnameafstand van ca. 1,5 m en het beeld achteraf uitvergroten.)

### Lichtsterkte
Het tweede kenmerk van een objectief is de lichtsterkte. Daaronder wordt verstaan de grootste diafragmaopening die beschikbaar is.
Zo kan een standaardobjectief de volgende specificaties hebben: '50 mm f/1,8'. Hier is '50 mm' de brandpuntsafstand, 'f/1,8' de maximale diameter van de invallende lichtbundel ofwel diafragmaopening (populair vaak „lensopening” genoemd). Met het diafragma kunnen de hoeveelheid invallend licht en de scherptediepte van het objectief worden geregeld.
Hoe groter de diafragmaopening, hoe groter de lichtdoorlating. Het spreekt voor zich dat een objectief met een opening van bijvoorbeeld 8 cm meer licht doorlaat dan een van 3 cm. Maar ook de fysieke lengte is van belang. Een lang teleobjectief zal bij gelijke openingsdiameter het licht over een groter oppervlak verdelen, en dus een kleinere lichtsterkte hebben, dan een kort groothoekobjectief. De diafragmaopening wordt daarom uitgedrukt als een relatieve diameter in verhouding tot de brandpuntsafstand. Immers hoe groter de brandpuntsafstand, des te groter wordt het oppervlak waarover het licht verdeeld wordt (de zogenaamde kwadratenwet). Als d de openingsdiameter en f de brandpuntsafstand is, is de lichtsterkte in het beeld dus evenredig met de verhouding (d/f)2. In de praktijk wordt echter met de verhouding d/f gewerkt. De openingsdiameter wordt dan uitgedrukt als een fractie van de brandpuntsafstand, bijvoorbeeld d = f/2,8, of d = f/2.
De gebruikelijke instelwaardes voor de diafragmaopening vormen een zogenaamde meetkundige rij. Aangezien de opeenvolgende waarden een telkens tweemaal zo grote lichtsterkte en ook dus een tweemaal zo groot openingsoppervlak moeten geven, moeten de opeenvolgende openingsdiameters een verhouding {\displaystyle \scriptstyle {\sqrt {2}}} ≈ 1,4 hebben. Vandaar dat de reeks 1,4 - 2 - 2,8 - 4 - 5,6 - 8 enzovoort wordt gebruikt. De opeenvolgende diafragmadiameters worden dan dus f/1,4 - f/2 - f/2,8 - f/4 - f/5,6 - f/8 etc.
In de praktijk worden deze getallen 1,4 - 2 - 2,8 enzovoort diafragmagetallen genoemd. Een ook veelgebruikte term is f-getal, maar deze berust op een verkeerde interpretatie van de betekenis ervan: een getal is dimensieloos, terwijl het hier uitdrukkelijk om een lengte gaat.
Het aantal lenscomponenten in een objectief heeft op zich weinig invloed op de effectieve lichtsterkte. Lichtsterke objectieven hebben meer lenscomponenten nodig om alle beeldfouten te corrigeren. Objectieven met veel lenzen, zoals zoomobjectieven met een groot bereik, zouden dan te complex, te duur en te zwaar worden, en zijn daarom vaak slechts in lagere lichtsterktes verkrijgbaar. Dankzij de mogelijkheden van computergestuurd slijpen en polijsten kunnen tegenwoordig ook asferische oppervlakken worden gebruikt, die meer mogelijkheden bieden voor correctie van beeldfouten. Daardoor worden lichtsterkere zoomobjectieven ook betaalbaarder.

### Kwaliteit
De kwaliteit van de lenzen en de mate van correctie voor lensfouten bepalen de kwaliteit van het objectief, samen met de mechanische constructie, de vocht-resistentie en de comfortfactoren zoals grootte en gewicht).

### Begrippenlijst
| - Achromaat - Antireflectiecoating - Apochromaat - Asferische optiek - Autofocus - Beeldhoek | - Beeldvlak (optica) - Diafragma - Diafragmagetal (ook wel F-getal genoemd) - Filmgevoeligheid (ISO/ASA) - Filters | - Fisheye-objectief - Gaussobjectief - Groothoekobjectief - Instelafstand - Kleinbeeld - Lichtsterkte | - Macro-objectief - Parallax - Retrofocus- en teleconstructie - Scherptediepte - Spiegelreflexcamera - Standaardobjectief | - Teleobjectief - Tilt-shiftobjectief - Tussenring - Vertekening - Vignettering - Zoomobjectief |  |